# Mark Padun
Mark Pavlovych Padun (født 6. juli 1996 i Donetsk) er en tidligere cykelrytter fra Ukraine, der senest kørte for Team Corratec-Vini Fantini.